# Jumanji: Trò chơi kỳ ảo
Jumanji: Trò chơi kỳ ảo (tên gốc tiếng Anh: Jumanji: Welcome to the Jungle) là một bộ phim điện ảnh hài hước phiêu lưu hành động của Mỹ năm 2017 do Jake Kasdan đạo diễn và Kasdan, Chris McKenna, Erik Sommers, Scott Rosenberg cùng Jeff Pinkner thực hiện biên kịch từ nguyên tác gốc của McKenna. Là một phim điện ảnh tiếp nối độc lập của Jumanji (1995), phim có sự tham gia diễn xuất của Dwayne Johnson, Jack Black, Kevin Hart, Karen Gillan, Nick Jonas và Bobby Cannavale. Bối cảnh của Jumanji: Trò chơi kỳ ảo được đặt vào thời điểm 20 năm sau thời điểm của phần phim thứ nhất, theo chân bốn thiếu niên bị hút vào thế giới video game của Jumanji, vào vai các nhân vật mà họ đã lựa chọn, và phải phá đảo trò chơi để có thể trở về thế giới thực. Bộ phim cũng là một lời tri ân đến Robin Williams, ngôi sao của phần phim gốc, người đã qua đời vào năm 2014.
Quá trình quay phim chính được diễn ra tại Hawaii vào tháng 9 năm 2016. Jumanji: Trò chơi kỳ ảo được ra mắt tại rạp Grand Rex ở Paris vào ngày 5 tháng 12 năm 2017 và được khởi chiếu tại Mỹ vào ngày 20 tháng 12 năm 2017 và tại Việt Nam vào ngày 22 tháng 12 năm 2017. Phim nhận được nhiều ý kiến tích cực từ giới phê bình khi gọi bộ phim là một "sự ngạc nhiên thú vị" và khen ngợi dàn diễn viên chính.

## Nội dung
Năm 1996, Brantford, New Hampshire, thiếu niên Alex Vreeke nhận được Jumanji, thứ mà trước đó đã được Alan Parrish và Sarah Whittle xử lý vào năm 1969, từ cha anh, người đã phát hiện ra nó ở bờ biển khi đang chạy bộ. Không quan tâm, Alex đặt nó sang một bên, chỉ để thấy nó được biến thành hộp đựng trò chơi điện tử vào cuối đêm hôm đó. Chọn chơi trò chơi, anh ấy đột nhiên bị hút vào bên trong khi chọn một nhân vật. Sự biến mất của anh khiến cha anh trở nên tuyệt vọng và ngôi nhà của họ rơi vào cảnh hoang tàn.
21 năm sau, vào năm 2017, bốn học sinh Trung học Brantford - Martha Kaply nổi loạn, Bethany Walker nông nổi, Spencer Gilpin vụng về và vận động viên Anthony "Fridge" Johnson - được Hiệu trưởng Bentley cử đến dọn dẹp tầng hầm của trường để giam giữ - Bethany cho nói chuyện điện thoại của cô ấy trong một cuộc kiểm tra, Martha nói rằng cuộc sống của một giáo viên thể dục không quan trọng trong cuộc sống, và Spencer và Fridge cho người viết bài luận cho anh ta vì nó bị coi là gian lận. Fridge phát hiện ra hệ thống trò chơi điện tử bị bỏ đi của Alex, anh và Spencer quyết định chơi và khuyến khích các cô gái tham gia cùng họ. Khi bắt đầu trò chơi, họ bị hút vào Jumanji, hạ cánh trong một khu rừng với tư cách là các nhân vật đã chọn của họ - Spencer trong vai nhà thám hiểm cơ bắp và nhà khảo cổ học Tiến sĩ Xander "Smolder" Bravestone; Fridge trong vai nhà động vật học nhỏ bé Franklin "Mouse" Finbar; Martha trong vai chuyên gia võ thuật Ruby Roundhouse; và Bethany trong vai nam chuyên gia vẽ bản đồ và cổ sinh vật học, Giáo sư Sheldon "Shelly" Oberon.
Trong khi xem xét tình hình của họ, nhóm tìm thấy ba dấu vết trên cánh tay của họ biểu thị sự sống. Spencer đưa ra giả thuyết rằng nếu họ mất cả ba, họ sẽ chết trong cuộc sống thực. Cả nhóm gặp gỡ hướng dẫn nhân vật không phải người chơi của trò chơi Nigel Billingsley, người cung cấp cho họ câu chuyện về trò chơi và lý lịch của các nhân vật của họ. Cả nhóm biết được rằng mục tiêu của họ là chấm dứt lời nguyền trên Jumanji, được đưa ra bởi nhà khảo cổ học tham nhũng, Giáo sư Russell Van Pelt sau khi anh ta đánh cắp một viên ngọc phép thuật gọi là "Con mắt của báo đốm" từ ngôi đền của nó và giành quyền kiểm soát tất cả các loài động vật trong rừng, tạo ra một lời nguyền khủng khiếp đối với Jumanji. Nigel đưa cho Spencer viên ngọc, người đã đánh cắp nó từ Van Pelt, và hướng dẫn cả nhóm trả lại nó cho một bức tượng ở đền thờ và gọi "Jumanji" để giải lời nguyền và rời khỏi trò chơi trước khi lái xe đi.
Đối mặt với hình đại diện của họ, "điểm yếu" của họ, người của Van Pelt, và sự thù hận của Spencer và Fridge đối với nhau, cả nhóm chạm trán với Alex vận hành hình đại diện thứ năm - phi công Jefferson "Thủy phi cơ" McDonough - người đưa họ đến một ngôi nhà trên cây mà Alan Parrish đã xây dựng trong thời gian đó. nhiệm kỳ của mình ở Jumanji sau khi cứu họ khỏi người của Van Pelt. Khi nhận ra danh tính của anh ta, cả nhóm đều bị sốc khi biết anh ta đã bị mắc kẹt trong trò chơi bao lâu, mặc dù Alex nghĩ rằng anh ta chỉ ở đó vài tháng. Bây giờ với một mục tiêu chung, cả nhóm thề sẽ giúp Alex trở về nhà cùng họ.
Đối mặt với các vấn đề khác trong khi đi đến ngôi đền, nhóm phối hợp để vượt qua chúng. Cuối cùng họ cũng đến được điện thờ, nhưng Van Pelt đã dồn họ lại. Làm việc cùng nhau, Fridge, Bethany và Alex đánh lạc hướng anh ta trong khi Spencer và Martha vượt qua anh ta bằng cơ chế của trò chơi, trả lại viên ngọc cho bức tượng. Khi gọi ra Jumanji, cả nhóm tiêu diệt Van Pelt và sau khi bắt tay với Nigel, họ trở về thế giới thực.
Quay trở lại tầng hầm của trường, cả bốn người phát hiện ra Alex không ở cùng họ. Trong khi đi bộ về nhà, họ bất ngờ thấy ngôi nhà Vreeke đã được tân trang lại và trang trí cho một buổi họp mặt gia đình vào dịp Giáng sinh. Cả nhóm được chào đón bởi Alex, giờ đã trưởng thành, anh giải thích rằng anh đã quay trở lại năm 1996 một cách thần kỳ, điều này cho phép anh có một cuộc sống hôn nhân với hai đứa con. Anh ta có một con trai tên Andy và con gái anh ta được đặt theo tên Bethany, người đã hồi sinh anh ta bằng một trong những mạng sống của cô trong trò chơi.
Bốn học sinh trở thành bạn bè sau những trải nghiệm của họ trong trò chơi, với Bethany trở thành một người tốt hơn, Spencer và Fridge sửa chữa mọi thứ, và Spencer bắt đầu mối quan hệ với Martha. Sau đó, họ phá hủy trò chơi bằng cách thả một quả bóng bowling mà họ tìm thấy trước đó trên đó để ngăn nó gây nguy hiểm cho bất kỳ ai khác.

## Diễn viên
- Dwayne Johnson trong vai Tiến sĩ Xander "Smolder" Bravestone: Một nhà khảo cổ học và thám hiểm mạnh mẽ, tự tin và là nhân vật thế thân của Spencer trong Jumanji.
- Jack Black trong vai Giáo sư Sheldon "Shelly" Oberon: Một chuyên gia thừa cân trong nhiều lĩnh vực khoa học bao gồm bản đồ học, và là nhân vật thế thân của Bethany trong Jumanji.
- Kevin Hart trong vai Franklin "Mouse" Finbar: Một nhà động vật học và người vận chuyển vũ khí nhỏ bé, và là hình đại diện của Fridge trong Jumanji.
- Karen Gillan trong vai Ruby Roundhouse: Một lính biệt kích nữ khoác lác và là nhân vật thế thân của Martha trong Jumanji.
- Nick Jonas trong vai Jefferson "Seaplane" McDonough: Một phi công máy bay và là nhân vật thế thân của Alex trong Jumanji.
- Bobby Cannavale trong vai Giáo sư Russell Van Pelt: Một nhà khảo cổ học tham nhũng và là cộng sự cũ của Bravestone. Nhân vật này là phiên bản được mô phỏng lại của nhân vật Van Pelt từ bộ phim gốc.
- Ser'Darius Blain trong vai Anthony "Fridge" Johnson: Một cầu thủ bóng bầu dục trung học có tình bạn với Spencer trở nên xấu đi do địa vị xã hội khác nhau của họ.
- Madison Iseman vai Bethany Walker: Một học sinh trung học nổi tiếng và hư hỏng.
- Morgan Turner vai Martha Kaply: Một học sinh trung học ít nói và nhút nhát với trí tuệ hoài nghi.
- Alex Wolff trong vai Spencer Gilpin: Một học sinh trung học thông minh, nhưng thiếu tự tin và mắc chứng thần kinh.
- Rhys Darby trong vai Nigel Billingsley: Một NPC ở Jumanji, người đóng vai trò là người hướng dẫn chính cho người chơi.

Ngoài ra, Colin Hanks xuất hiện trong vai Alex Vreeke: Một người đàn ông của gia đình, khi còn là một thiếu niên, đã bị mắc kẹt ở Jumanji trong nhiều năm, Marin Hinkle, Tracey Bonner và Natasha Charles Packer đóng vai Janice Gilpin, mẹ của Spencer, Fridge và Bethany. Xuất hiện với tư cách là các nhân viên của trường trung học Brantford có Marc Evan Jackson trong vai Hiệu trưởng Bentley, Carlease Burke trong vai giáo viên lịch sử Miss Mathers, Missi Pyle trong vai giáo viên thể dục Huấn luyện viên Webb, và Maribeth Monroe trong vai giáo viên tiếng Anh của Bethany. Kat Altman miêu tả Lucinda, bạn của Bethany và Michael Shacket miêu tả Fussfeld, bạn của Spencer. William Tokarsky và Rohan Chandlần lượt xuất hiện như một nhà cung cấp thực phẩm và một cậu bé trong chợ của trò chơi điện tử. Cha của Alex do Sean Buxton thủ vai vào năm 1996 và Tim Matheson chưa được công nhận ở thời điểm hiện tại.

## Sản xuất

### Phát triển
Sony Pictures Entertainment đã lên kế hoạch cho phần tiếp theo của Jumanji vào cuối những năm 1990. Theo báo cáo của Ain't It Cool News , phần tiếp theo độc lập mang tên Jumanji 2 đang được phát triển vào năm 1999. Cốt truyện liên quan đến John Cooper, Tổng thống Hoa Kỳ, mua Jumanji từ một cửa hàng đồ cổ cũ ở Châu Âu và mang nó đến Nhà Trắng để chơi với các con của mình (một trong số đó, Butch, chỉ muốn một người cha không phải là Tổng thống cho một người cha). Cooper sau đó bị hút vào thế giới của Jumanji, mở đường cho Phó Chủ tịch độc ác của anh ta , người được cho là do Steve Buscemi thủ vai, để lên nắm quyền thay thế Cooper.  Trong trò chơi, Cooper sẽ hợp tác với các động vật lai , sẽ được làm hoạt hình bằng CGI ; Phó giám đốc điều hành sản phẩm tiêu dùng trên toàn thế giới Peter Dang của Sony Pictures đã tiết lộ các bản vẽ nguyên mẫu của các loài động vật có thể xuất hiện trong phim, tất cả đều được thiết kế bởi Ken Ralston , người từng là giám sát hiệu ứng hình ảnh trong bộ phim gốc và được lên kế hoạch làm đạo diễn lần đầu với Jumanji 2 , dự kiến ra mắt vào Giáng sinh năm 2000.  Đồng biên kịch của bộ phim đầu tiên, Jonathan Hensleigh, đã viết bản thảo ban đầu. Cuối cùng Ralston đã từ chức và dự án bị đình trệ, mặc dù phần bình luận trên DVD của bộ phim đầu tiên vẫn đề cập đến phần tiếp theo của đạo diễn Ralston.  Một số đạo diễn và nhà văn khác đã đến và tiếp tục dự án, bao gồm Steve Oedekerk , Adam Rifkin , David S. Ward , Don Rhymer , và tác giả gốc Chris Van Allsburg .  Sau đó, vào năm 2002, một phiên bản mới của phần tiếp theo đã được Variety đưa tin . Đạo diễn Dennis Dugan đã giới thiệu phiên bản phần tiếp theo của riêng mình được cho là đã tận dụng hết tiềm năng của trò chơi hội đồng và sẽ mang lạiRobin Williams , người mà Dugan tin rằng sẽ có nhiều cơ hội hài hước hơn. Peter Ackerman đã được nhìn vào để viết. Khi họ không thể lấy Williams cho phần tiếp theo, Sony đã chuyển dự án và chuyển sang phát triển Zathura.
Vào tháng 7 năm 2012, có tin đồn rằng một phiên bản làm lại của Jumanji đang được phát triển. Doug Belgrad , chủ tịch của Columbia Pictures cho biết: "Chúng tôi sẽ cố gắng hình dung lại Jumanji và cập nhật nó cho hiện tại." Vào ngày 1 tháng 8 năm 2012, đã có xác nhận rằng Matthew Tolmach sẽ sản xuất phiên bản mới cùng với William Teitler (người sản xuất bộ phim gốc). Vào tháng 8 năm 2015, Sony Pictures Entertainment thông báo rằng bộ phim đã được lên kế hoạch phát hành vào ngày 25 tháng 12 năm 2016.  Việc tiếp nhận trực tuyến tin tức là tiêu cực, với một số người nói rằng thông báo đến quá sớm sau cái chết của Robin Williamsvào tháng 8 năm 2014 (người đóng vai Alan Parrish trong bộ phim gốc). Thông báo này bị chỉ trích bởi Bradley Pierce (người đóng vai Peter Shepherd trong Jumanji ) và bởi E! News, trong đó gọi bản làm lại là "không cần thiết và là loại xúc phạm". Vào ngày 23 tháng 10 năm 2015, Scott Rosenberg được thuê để viết lại kịch bản cho bộ phim, công việc sản xuất là ưu tiên hàng đầu của hãng phim. Vào ngày 14 tháng 1 năm 2016, Deadline Hollywood đưa tin rằng Jake Kasdan đã được thuê để đạo diễn bộ phim từ kịch bản của Rosenberg và Jeff Pinknerdựa trên bản thảo của các nhà văn gốc Chris McKenna và Erik Sommers.
Vào tháng 3 năm 2017, trong sự kiện CinemaCon, đã thông báo rằng tiêu đề hoàn chỉnh của bộ phim là Jumanji: Welcome to the Jungle . Cốt truyện của nó liên quan đến những thanh thiếu niên đang dọn dẹp tầng hầm của một trường học, những người tìm thấy phiên bản trò chơi điện tử cổ điển của Jumanji và bị hút vào bối cảnh rừng rậm của bộ phim đầu tiên. Mặc dù người hâm mộ tranh luận về việc bộ phim là phần tiếp theo hay phần khởi động lại , đoạn giới thiệu thứ hai (phát hành vào ngày 20 tháng 9 năm 2017) đã chỉ ra rằng phần tiếp theo được thiết lập 21 năm sau phần đầu tiên. Dwayne Johnson lưu ý rằng bộ phim được lấy cảm hứng từ các trò chơi điện tử kinh điển của những năm 1990 . Bộ phim đã sử dụng tiêu đề làm việc là "Jumanji" và tiêu đề cuối cùng và việc sử dụng bài hát "Welcome to the Jungle" là do Jack Black gợi ý.

### Truyền [ sửa ]
Vào ngày 15 tháng 4 năm 2016, Variety đưa tin rằng Dwayne Johnson và Kevin Hart đã sớm đàm phán để đóng vai chính trong phim (mặc dù cả hai diễn viên đều có những dự án khác). Cuối tháng, Johnson xác nhận việc tuyển diễn viên của mình trên Instagram. Vào tháng 7, có thông tin rằng Nick Jonas đã tham gia dàn diễn viên của phim cùng với Johnson, Hart và Jack Black. Tháng sau, Johnson nói rằng bộ phim sẽ không phải là phần khởi động lại mà là phần tiếp theo của bộ phim năm 1995;  Karen Gillan được công bố là một phần của dàn diễn viên. Vào ngày 20 tháng 9, Ser'Darius Blainđược chọn vào vai Anthony "Fridge" Johnson và Madison Iseman trong vai Bethany Walker. Hai ngày sau, Rhys Darby được chọn vào vai Nigel Billingsley, Morgan Turner trong vai Martha Kaply và Alex Wolff trong vai Spencer Gilpin. Vào tháng 11 năm 2016, Bobby Cannavale thông báo tuyển diễn viên của mình trong phim, và vào tháng 12 năm 2016, Tim Matheson tham gia vào vai Old Man Vreeke.

### Quay phim

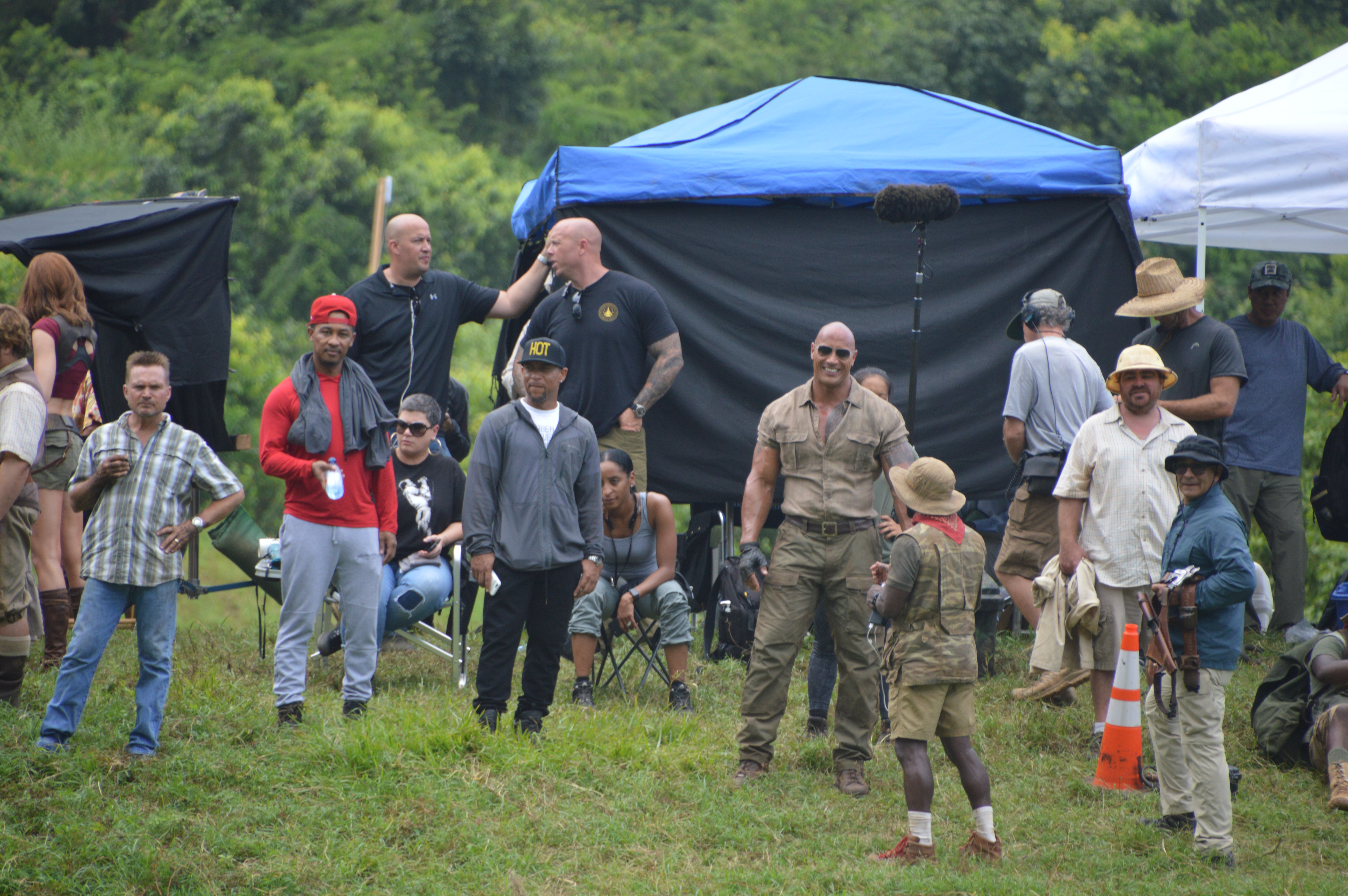
Dwayne Johnson và Kevin Hart trên phim trường tại Kualoa Ranch ở Hawaii.

Việc chụp ảnh chính bắt đầu vào ngày 19 tháng 9 năm 2016, tại Honolulu, Hawaii, chủ yếu tại khu bảo tồn thiên nhiên Kualoa Ranch. Bộ phim kết thúc vào ngày 8 tháng 12 tại Atlanta, Georgia.

### Âm nhạc
James Newton Howard ban đầu được ký hợp đồng để soạn nhạc cho bộ phim, ông được thay thế bởi Henry Jackman khi ngày phát hành của bộ phim bị hoãn lại sáu tháng. Nhạc phim được phát hành kỹ thuật số vào ngày 15 tháng 12 năm 2017 bởi Sony Masterworks.

### Hiệu ứng hình ảnh
Hiệu ứng hình ảnh được cung cấp bởi Iloura và Giám sát bởi Glenn Melenhorst với sự trợ giúp từ Công ty Hình ảnh Di chuyển, Ollin VFX và Rodeo FX.

## Phát hành
Vào tháng 8 năm 2015, Sony đã cho bộ phim ngày phát hành là 25 tháng 12 năm 2016.  Vì quá trình quay phim không bắt đầu cho đến tháng 9 năm 2016, nên việc phát hành đã được đẩy lùi sang ngày 28 tháng 7 và sau đó đến ngày 20 tháng 12 năm 2017.
Vào ngày 29 tháng 11 năm 2017, đã có thông báo rằng các thành viên Amazon Prime tại Hoa Kỳ sẽ có quyền truy cập sớm vào vé cho buổi chiếu phim vào ngày 8 tháng 12 tại các rạp chọn lọc Regal, National Amusements, ArcLight Cinemas và AMC. Các suất chiếu đã bán hết vé tại 1.200 rạp và thu về 1,9 triệu đô la. Phim được phát hành trên IMAX 2D vào ngày 12 tháng 1 năm 2018.
Tại Ấn Độ, phim được phát hành bằng các ngôn ngữ tiếng Anh, Tamil, Hindi & Telugu vào ngày 20 tháng 12 năm 2017, trong khi tại Trung Quốc, phim được phát hành vào ngày 29 tháng 12 năm 2017.

### Phương tiện
Jumanji: Welcome to the Jungle được phát hành trên Digital HD vào ngày 6 tháng 3 năm 2018 và trên DVD , Blu-ray , Blu-ray 3D (không bao gồm Bắc Mỹ) và 4K Ultra HD Blu-ray vào ngày 20 tháng 3, mặc dù bộ phim vẫn Trong nhà hát. Các phiên bản Blu-ray và kỹ thuật số bao gồm hai bộ phim bổ sung: "Surviving the Jungle: Spectacular Stunts!" và "Book to Board Game lên Màn ảnh rộng & Xa hơn! Kỷ niệm Di sản của Jumanji".

## Đón nhận

### Phòng vé
Jumanji: Welcome to the Jungle đã thu về 404,6 triệu USD tại Hoa Kỳ và Canada và 557,6 triệu USD ở các vùng lãnh thổ khác, với tổng doanh thu toàn cầu là 962,1 triệu USD. Vào ngày 10 tháng 4 năm 2018, bộ phim đã vượt qua Spider-Man (403,7 triệu đô la) để trở thành bộ phim có doanh thu nội địa cao nhất của Sony. Vào ngày 25 tháng 12 năm 2021, Spider-Man: No Way Home đã vượt qua bộ phim ở mức 405 triệu đô la để trở thành bộ phim có doanh thu nội địa cao nhất của Sony. Deadline Hollywood đã tính toán lợi nhuận ròng của mình là 305,7 triệu đô la khi tính tất cả các chi phí và doanh thu, khiến bộ phim có lợi nhuận cao thứ tư trong năm 2017.
Tại Mỹ và Canada, bộ phim được phát hành vào ngày 20 tháng 12 năm 2017, với The Greatest Showman và được dự đoán sẽ thu về khoảng 60 triệu đô la từ 3.765 rạp chiếu trong sáu ngày cuối tuần công chiếu; hãng phim dự đoán ra mắt 45 triệu đô la.  Phim kiếm được 7,2 triệu đô la vào ngày đầu tiên và 7,6 triệu đô la vào ngày thứ hai. Trong ba ngày cuối tuần, bộ phim đã thu về 36,2 triệu đô la (tổng cộng sáu ngày là 71,9 triệu đô la), đứng thứ hai tại phòng vé sau Star Wars: The Last Jedi. Doanh thu chỉ tính riêng cuối tuần của bộ phim đã tăng lên 50,1 triệu đô la trong cuối tuần thứ hai, một lần nữa kết thúc ở vị trí thứ hai tại phòng vé. Mức tăng 38,4% từ cuối tuần đến cuối tuần là mức tăng lớn thứ tư đối với một bộ phim chiếu tại hơn 3.000 rạp chiếu; The Greatest Showman đã lập kỷ lục giữ vững tốt nhất trong cùng một ngày cuối tuần. Bộ phim đã vượt qua Star Wars: The Last Jedi để giành vị trí đầu bảng vào cuối tuần sau, giảm 28,1% xuống 36 triệu đô la, và về nhất vào tuần sau với 28,1 triệu đô la (và tổng cộng là 35,2 triệu đô la trong bốn ngày cuối tuần MLK). Jumanji: Welcome to the Jungle vẫn đứng đầu phòng vé trong tuần thứ ba, thu về 19,5 triệu đô la.
Phim lại đứng đầu phòng vé trong tuần thứ tư liên tiếp (tuần thứ sáu tổng thể ra rạp) với 19,5 triệu đô la, đứng đầu các bộ phim mới ra mắt 12 Strong và Den of Thieves. Bộ phim tiếp tục thành công vào tuần sau, giảm 16% (xuống còn 16,1 triệu đô la) và xếp thứ hai sau Maze Runner: The Death Cure, trước khi giành lại vị trí đầu bảng lần thứ năm vào cuối tuần sau với 10,9 triệu đô la.
Jumanji: Welcome to the Jungle kết thúc năm 2017 với tư cách là bộ phim có doanh thu cao thứ năm trong năm trên toàn thế giới.

### Phản hồi quan trọng
Trên chuyên trang tổng hợp phê bình Rotten Tomatoes , bộ phim có tỷ lệ phê duyệt là 76% dựa trên 238 bài phê bình và điểm đánh giá trung bình là 6,20 / 10. Sự đồng thuận quan trọng của trang web có nội dung: "Jumanji: Welcome to the Jungle sử dụng dàn diễn viên quyến rũ và một chút hài hước để cung cấp một bản cập nhật không đòi hỏi nhưng vẫn mang tính giải trí vững chắc cho tài liệu nguồn của nó." Trên Metacritic , phim có điểm trung bình có điểm số là 58 trên 100, dựa trên 44 nhà phê bình, cho biết "các bài đánh giá hỗn hợp hoặc trung bình". Khán giả được thăm dò bởi CinemaScore cho điểm trung bình của bộ phim là "A−" trên thang điểm A + đến F, trong khi những khán giả tại PostTrak cho bộ phim 84% điểm tích cực.
Dave White của TheWrap khen ngợi dàn diễn viên và gọi bộ phim là một bất ngờ thú vị: "Jumanji: Welcome to The Jungle là bản phát hành đình đám vào dịp lễ Giáng sinh nhằm làm hài lòng và thành công, một sản phẩm giải trí gia đình hài hước mang lại nhiều kỳ vọng hơn là bắt buộc phải ký hợp đồng". Peter Travers của Rolling Stone viết "đủ sức mạnh của ngôi sao và niềm đam mê truyện tranh để mang lại thời gian vui vẻ trên phim ... vừa đủ" và ca ngợi dàn diễn viên, đặc biệt là Jack Black vui nhộn và đã tìm ra "trái tim dễ bị tổn thương" của nhân vật . Travers chấm cho phim 2,5 sao trên tổng số 4 sao. Peter Bradshaw của The Guardian cho phim 3 trên 5 sao. Bradshaw ca ngợi Johnson vì "màn trình diễn đáng mến" của anh ấy và gọi đó là một "nỗ lực đáng yêu", kỳ vọng rằng điều đó sẽ giảm tốt về lượt xem tại nhà.
David Ehrlich của IndieWire đã chấm cho bộ phim điểm C, gọi nó là không cần thiết nhưng hơi gây cười: "Jumanji: Welcome to the Jungle là bằng chứng rõ ràng hơn cho thấy rằng ngay cả những điểm đáng chú ý nhất của việc nhận diện thương hiệu cũng trở nên thích hợp hơn với tính nguyên bản. Chỉ một phần nguyên nhân là do lỗi đó đến các hãng phim nhưng sau khi tự ăn thịt mình trong phần lớn 20 năm qua, Hollywood rõ ràng đã đi sâu vào đống đổ nát". Đối với Variety, Owen Gleiberman viết: "Phấn khích! Hồi hộp! Ngây thơ như trẻ con! Các phần hành động được dàn dựng khéo léo! Đây là một vài trong số những điều bạn sẽ không tìm thấy, ở bất cứ đâu, trong Jumanji: Welcome to the Jungle... Nó được cho là một trò chơi board trở nên sống động nhưng thực sự, nó chỉ là một trò chơi buồn chán. "

## Phần tiếp theo
Dwayne Johnson, Jack Black và Nick Jonas đã thảo luận về cốt truyện của bộ phim Jumanji tiếp theo (gọi tắt là Jumanji 3 ) trong các cuộc phỏng vấn, bao gồm cả khả năng bộ phim khám phá nguồn gốc của trò chơi. Theo Karen Gillan, phần kết thay thế của Jumanji: Welcome to the Jungle sẽ để ngỏ cánh cửa cho phần khác. Vào tháng 2 năm 2018, có thông báo rằng Kasdan sẽ đạo diễn phần tiếp theo, với Rosenberg và Pinkner một lần nữa viết kịch bản và Johnson, Hart, Black, Gillan và Jonas đảm nhận vai trò của họ. Phim bắt đầu quay vào tháng 1 năm 2019. Phim được phát hành vào ngày 13 tháng 12 năm 2019. Vào tháng 1 năm 2019, đã có thông báo rằng Awkwafina , Danny DeVito và Danny Glover đã tham gia vào dàn diễn viên của bộ phim. Vào ngày 22 tháng 2 năm 2019, Black xác nhận bộ phim mới là bộ phim Jumanji thứ tư vì Zathura: A Space Adventure (2005) đóng vai trò là bộ phim thứ hai và chia sẻ liên tục với các bộ phim khác của loạt phim, với Jumanji: Welcome to the Jungle là bộ phim thứ ba.